# Candangolândia
Candangolândia est une région administrative du District fédéral au Brésil.